# Dapsilarthra latimata
Dapsilarthra latimata är en stekelart som först beskrevs av Fischer 1993.  Dapsilarthra latimata ingår i släktet Dapsilarthra och familjen bracksteklar. Inga underarter finns listade i Catalogue of Life.